# 康科德鎮區 (密蘇里州聖路易斯縣)
康科德鎮區（英語：Concord Township）是位於美國密蘇里州聖路易斯縣的一個行政鎮區。

## 地方資料
康科德鎮區的面積為26.49平方千米，皆為陸地。根據2020年美國人口普查的數據，當地共有人口38726人，而人口密度為每平方千米1,461.91人。